# Katarzyna Jaworska
Katarzyna Jaworska (ur. 17 kwietnia 1994 w Zielonej Górze) – Polska koszykarka grająca na pozycji silnej skrzydłowej lub środkowej, obecnie zawodniczka MPKK Sokołów S.A. Sokołów Podlaski.
Ma siostrę bliźniaczkę Beatę, która jest również koszykarką.
W latach 2011–2017 zawodniczka polskiego klubu Tauron Basket Ligi Kobiet – KSSSE AZS PWSZ Gorzów Wielkopolski.

## Osiągnięcia
Stan na 28 lutego 2021, na podstawie, o ile nie zaznaczono inaczej.
Drużynowe
- Wicemistrzyni Polski juniorek starszych (2014)

Indywidualne
- Zaliczona do I składu:
  - grupy A I ligi (2021)[3]
  - mistrzostw Polski:
    - juniorek (2012)
    - juniorek starszych U–20 (2014)
- Liderka w blokach I ligi (2021)

Reprezentacja
- Uczestnik mistrzostw Europy:
  - U–20 (2013 – 12. miejsce, 2014 – 6. miejsce)
  - U–18 (2011 – 6. miejsce, 2012 – 14. miejsce)
  - U–16 (2009 – 10. miejsce, 2010 – 14. miejsce)